# Banc de llavors del sòl

Llavors de Taraxacum com aquestes formen part del banc de llavors del sòl

El banc de llavors del sòl és l'emmagatzemament natural de llavors en els sòls; sovint aquestes llavors es troben en estat dorment. Normalment, el banc de llavors es refereix a les llavors susceptibles de germinar. En l'agricultura ecològica, s'intenta mantenir el banc de llavors (de males herbes) tan baix com sigui possible a base del maneig de les llaurades.
Les llavors del sòl són vitals per a la regeneració en cas d'incendis, rompuda agrícola, tallada de bosc i catàstrofes.
En els sòls, a més de llavors, també hi ha propàguls (bulbs, brots, etc.) que es poden reproduir asexualment, vegetativament.

## Història
L'estudi dels bancs de llavors del sòl començà l'any 1859, quan Charles Darwin observà el naixement de plàntules de mostres de sòl obtingudes dels fons de llacs. Tanmateix, els primers informes científics sobre la qüestió aparegueren l'any 1882 i es referien a les quantitats i tipus de llavors que es troben depenent de la fondària de sòl. Les llavors de males herbes del sòl han estat estudiades intensivament en agronomia pel seu gran impacte econòmic.

## Aspectes biològics
La longevitat de les llavors presents en el sòl és variable. Les llavors d'espècies transitòries romanen viables en el sòl només fins que trobin la pròxima oportunitat de germinar; les llavors d'espècies persistents poden viure molt de temps. Es consideren llavors persistents a llarg termini les que viuen més de cinc anys. El blet Chenopodium album pot ser viable al sòl fins a 40 anys i, excepcionalment, s'ha comprovat que són viables fins a 1.600 anys. En canvi, la gramínia Agrostemma githago, una mala herba en els camps de cereals, només es troba en els sòls de manera estacional.
Poques espècies de llavors viuen més de 100 anys en el sòl de manera viable. En els sòls típics, la longevitat de les llavors va de zero (germinació immediata quan arriben als sòl o fins i tot abans d'arribar-hi) a centenars d'anys. En el cas de l'espècie Nelumbo nucifera, s'han trobat llavors datades en 1.040 anys.